# 김가은 (1989년 5월)
김가은(1989년 5월 30일~)은 대한민국의 배우이자 모델이다.
대한민국 서울특별시에서 태어나, 1997년 7월 초등학교 2학년 때에 뉴질랜드로 이주하여 2005년 8월 고등학교 1학년 때에 귀국했다. 2000년 초등학교 5학년 때에 TV 드라마 《가을동화》를 보고 연기자를 꿈꿨으며, 2005년 12월에 대한민국에 귀국한지도 4개월차 당시에 차라리 무작정 프로필 사진을 찍어서 이를 아는 사람에게 부탁해 돌렸다고 한다.
2006년 6월부터 다수의 CF 광고 및 뮤직 비디오 작품에 출연하여 주목을 받았고, 이후 2008년 10월 단편 영화 《헤이, 톰》의 조연(서가은 역)을 통해 영화 배우로 정식 데뷔하였다. 이후, 영화 《여의도》, 《가비》 등에 조연으로 출연하였다. 2012년에는 Mnet의 모큐멘터리 《음악의 신》에 이상민의 비서 역으로 출연하여 화제를 모았다.
수영, 골프, 영어 회화에 특기가 있다.

## 출연작

### 연기 활동

#### 영화
- 헤이, 톰 (2008년) ... 서가은 역
- 연인들[11] (2008년) ... 서가은 역
- 여의도 (2010년) ... 황은재[12] 역
- 가비 (2012년) ... 함금희 역
- 용의자X (2012년) ... 조우자[13] 역

#### 드라마
- 《신의 퀴즈 3》 (2012년, OCN) ... 윤소정[14] 역
- 《일편단심 민들레》(2014년, KBS2) ... 민들레 역
- 《날라리 시리즈》 (2016년, 한국경제 TV, 네이버 캐스트 웹 드라마) ... 레이나 류 역

#### 연극
- 《절대사절》 (2018년) ... 우의숙 역(조연)

### 이외 단발적 연기 활동

#### 뮤직 비디오
- 마이 러브 스토리 (걸프렌즈/2007년)
- 뜨거운 안녕 (토이/2007년)
- 한번만 말해줘 (지은/2007년)
- Cry (비바소울/2007년)
- Blue Moon (컬러핑크/2008년)
- Kiss Me Kiss Me (이현지/2008년)
- Love119 (케이윌/2008년)
- Here I Am (제국의 아이들/2011년)

#### CF 광고
- 2006년 롯데제과 드림파이
- 2006년 LG전자 샤인 - 샤인 모멘트 (‘Shine’ moment)
- 2007년 다음커뮤니케이션즈 - UCC 세상, 다음 (트로트 꺾기 UCC)
- 2007년 오리온 포카칩 - 해바라기 고맙습니다
- 2007년 신사고 우공비 - 때는 학습무림시대
- 2008년 KTF SHOW 쇼킹스폰서 - 공식할인 프로그램
- 2008년 KTF SHOW 400만 돌파기념
- 2008년 KTF SHOW 쇼킹제휴팩 - 피노키오 편
- 2009년 삼성전자 옙 - 옙틱 & 햅틱 러브 (Yepptic & Haptic Love)
- 2010년 팔도 산타페 일러스트

#### 기타 케이블 TV 예능 관련
- 음악의 신 (2012년, Mnet) ... 김가은[15] 역
- 음악의 신 2 (2016년, Mnet) ... 김가은[16] 역